# Chilocorinae
Chilocorinae Ladybirds este o subfamilie biologică de buburuze din familia Coccinellidae.  Principala lor sursă de hrană sunt insectele mici. Au de obicei culori strălucitoare și adesea nu au puncte sau alte modele pe elitre. Corpul lor are of formă asemănătoare unei căști. Mărimea lor este medie, iar câteodată mănâncă unele specii de afide.

## Genuri
Tribul Chilocorini
| - Anisorcus - Arawana - Axion - Brumoides - Brumus - Chilocorus - Cladia - Curinus - Egius - Endochilus - Exochomus | - Halmus - Harpasus - Orcus - Parapriasus - Phaenochilus - Priasus - Priscibrumus - Simmondsius - Trichorcus - Xanthocorus - Zagreus |

| Tribul Platynaspidini - Crypticolus - Platynaspis | Tribul Telsimiini - Hypocyrema - Telsimia |